# Törefors
Törefors är en by i Kalix kommun i närheten av Töre, och Töreälven. Här fanns Törefors masugn som revs 1890. Törefors herrgård fanns också och Törefors sågverk. 
I Törefors fanns också Norrbottens första järnväg. Den byggdes 1874 för att transportera det tillverknings-och produktionsmaterial som behövdes från masugnen i Töreforsen, och ut till Storgrundet vid hamnen. Järnvägen var cirka 2,5 kilometer lång och med vagnar som drogs av hästar.